# Međugorje
Medjugorje (serbokroatisk: Međugorje, udtales [mêdʑuɡoːrje]) er en by i det sydvestlige Bosnien-Hercegovina, omkring 25 km sydvest for Mostar og 20 km øst for grænsen med Kroatien: Byen er en del af kommunen Čitluk , og geografisk en del af Hercegovina. Navnet Međugorje betyder bogstavelig talt "mellem bjerge". Byen ligger 200 moh. og har mildt middelhavsklima. Byen består af en etnisk homogen kroatisk befolkning på 2.306 personer. Det romersk-katolske sogn inkluderer de fire omkringliggende landsbyer Bijakovići, Vionica, Miletina og Šurmanci.
Siden 1981 er har den været en populært katolsk pilgrimssted som følge af Vor Frue af Medjugorje, og en række påståede Jomfru Maria-åbenbaringer hos seks lokale børn. Åbenbaringerne påstås fortsat at ske. Siden 2019 har pilgrimsrejser til Medjugorje været autoriseret af Vatikanet.